# 迪迪仔周記
《迪迪仔周記》連同其續集《迪迪仔周記II》是香港公民教育委員會製作的一套宣傳香港是我家活動的短篇動畫。希望藉此帶出公民教育的不同主題，包括公德心、家庭關係、義務工作、分辨是非、建立自信心等，改善過去太着重以學科成績論成敗，而不着重基本的德育教育問題。
《迪迪仔周記》第一輯在2002年9月21日於無綫電視翡翠台首播，共二十集。而《迪迪仔周記II》則在次年2003年9月13日在無綫電視翡翠台及亞洲電視本港台首播，共二十集。

## 角色
- 迪迪仔
  - 性格：開朗善良、懂得欣賞別人優點
  - 特點：本身是一個燈泡，能夠發熱發光
- 愛美
  - 性格：心地善良、愛出風頭的富家小姐
  - 特點：瘋狂愛美
  - 理想：當影視紅星
- 煮飯仔
  - 性格：無主見
  - 特點：愛看漫畫
  - 背景：父親開麵店
- 牛角包
  - 性格：樂觀
  - 特點：高大威猛
  - 背景：單親家庭
- 卜卜趣
  - 性格：隨和、順人意
  - 特點：視愛美為偶像
- Miss Chow
  - 性格：爽直開朗、有抱負
  - 特點：怕黑
- 小啡
  - 性格：戇直敦厚
  - 特點：沒有方向感
  - 背景：新界原居民
- 青B
  - 性格：膽小怕事
  - 特點：經常冒冷汗
  - 背景：藍領家庭
- 畢畢
  - 性格：坦白率直、毅力十足
  - 背景：警察世家
- 洛斯高娃
  - 性格：精靈可愛
  - 特點：慬得飛行
  - 背景：原居於洛斯星球
- 小花
  - 性格：自信、但處事低調
  - 特點：語言天才
  - 背景：少數民族
- 芝麻糊（新登場人物）
  - 性格：豪邁剛烈
  - 特點：皮膚黑黑的
  - 背景：水上人
- 校長

## 備註
1. ↑  迪迪仔周記 的存檔，存档日期2010-05-27.